# Нетта Барзілай
Нетта Барзілай (івр. נטע ברזילי) — ізраїльська авторка-виконавиця, музикантка, діджейка та композиторка. Переможниця конкурсу Євробачення 2018, який проходив у місті Лісабоні (Португалія). Виконувала пісню «Toy», яка отримала найбільшу кількість балів від глядацької аудиторії, що вивело її на перше місце з третього, присудженого міжнародним журі.

## Життєпис
Нетта Барзілай народилася в центрі Ізраїлю, в містечку Год-га-Шарон. Росла музично обдарованою і активною, з раннього дитинства мріючи співати. Її музичні здібності викладачі відзначили з перших місяців навчання в музичній школі, а потім і в престижному музичному училищі «Рімон». Після закінчення училища Нетта служила в армії Ізраїлю.

## Музична кар'єра
Під час служби в армії Барзілай виступала в складі ансамблю військово-морського флоту ЦАХАЛ, була його солісткою. Працювала резиденткою музичного клубу Bar Giora і провадила щотижневі вечори блюзу. У 2016 році заснувала власний музичний колектив «Експеримент». Гурт гастролював містами Ізраїлю і співпрацював з відомим колективом «Бат Шева».
Барзілай виконала кілька головних партій у музичних виставах театру «Біг на морі». У 2017 році співала партію в мюзиклі Ноама Інбара «Книга труднощів». Одночасно була вокалісткою популярного колективу «Габбер-бенд».

### Євробачення 2018
Восени 2017 року Нетта Барзілай пройшла відбірковий конкурс «Наступна зірка» для участі в Євробаченні 2018. 11 березня було представлено пісню «Toy» та відеокліп до неї, який став популярним на YouTube. Феномен популярності хіта пов'язаний з гострою соціальною темою. У композиції, написаній Дороном Медалі і Ставом Беґером, є рядок «I'm not your toy, you stupid boy» («Я не твоя іграшка, ти, дурний хлопче»), що перегукується з кампанією проти сексуальних домагань MeToo, яка стартувала після Звинувачення Гарві Вайнштайна.
Авторитетні букмекерські контори вважали Барзілай фавориткою конкурсу та пророкували перемогу в фіналі 12 травня 2018. Її виступ з піснею «Toy» відбувся під № 7 у 1-му півфіналі Євробачення 2018 у Лісабоні 8 травня, а у фіналі Барзілай виступила під номером 22. У підсумку вона отримала найбільшу кількість балів і перемогла..

### Кар'єра після конкурсу
15 травня 2018 стало відомо, що співачка відмовилася їхати до Росії, оскільки планувала у гей-прайді в Ізраїлі, що для неї «набагато важливіше», до того ж в Росії гей-заходи не вітаються.
31 січня 2019 року відбулася прем'єра кліпу на пісню «Bassa Sababa», зйомки якого в грудні проходили в Києві. На початку кліпу співачка виїжджає з порталу у вигляді своєї величезної голови на бульварі Академіка Вернадського, а потім їде на рожевій машині по Дарницьким мостом. Крім того, в ролику показані інтер'єри Національної бібліотеки України імені В. І. Вернадського. Кліп став відомий як найдорожчий за історію Ізраїлю — близько мільйона шекелів.
У грудні 2020 року вийшов мініальбом «The best of NETTA's Office», куди входять кращі пісні, які співачка виконала в своєму мінішоу «NETTA's Office» на Youtube.
Нетта Барзілай виконала епізодичну роль у фільмі Netflix 2020 року про Євробачення Пісенний конкурс Євробачення: Історія вогненної саги.
У 2021 році була суддею ізраїльської версії X Factor.

## Дискографія
| Рік  | Назва                                | Альбом                       |
| ---- | ------------------------------------ | ---------------------------- |
| 2018 | «Toy»                                | «Goody bag»                  |
| 2019 | «Bassa Sababa»                       | «Goody bag»                  |
| 2019 | «Nana Banana»                        | «Goody bag»                  |
| 2019 | «Beg» (Netta&Omer Adam)              | «OMER»                       |
| 2020 | «Ricki Lake»                         | «Goody bag»                  |
| 2020 | «Cuckoo»                             | «Goody bag»                  |
| 2020 | «בלב אחד» (Netta&Sarit Hadad)        |                              |
| 2020 | «Supercalifragilisticexpialidocious» | «The best of NETTA's Office» |
| 2020 | «The Times They Are A-Changin»       | «The best of NETTA's Office» |
| 2020 | «CocoJamboo»                         | «The best of NETTA's Office» |
| 2020 | «Barbie Girl»                        | «The best of NETTA's Office» |
| 2020 | «Low»                                | «The best of NETTA's Office» |
| 2020 | «Blue»                               | «The best of NETTA's Office» |
| 2021 | «CEO»                                |                              |
| 2021 | «DUM»                                |                              |